# Dario Giuseppetti
Dario Giuseppetti (Berlino, 1º marzo 1985) è un pilota motociclistico tedesco.

## Carriera
Dopo essersi avvicinato al mondo del motociclismo attraverso le minimoto e nel settore fuoristrada, è passato alle competizioni in circuito dal 2000.
Dopo l'esordio nel Gran Premio motociclistico di Germania 2002 ed alcune presenze sporadiche nei motomondiale del motomondiale 2002 e 2003, si è classificato secondo nel 2003 nel campionato Europeo Velocità e contemporaneamente campione nazionale tedesco.
Ha poi partecipato alle stagioni complete nel motomondiale del 2004 e del 2005, in entrambi i casi nella classe 125.
Nella prima stagione ha corso a bordo di una Honda RS 125 R del team Elit Grand Prix, nella seconda a bordo di una Aprilia RS 125 R del team Semprucci Blauer USA, classificandosi 26º e 32º rispettivamente.
Nel 2007 passa in Superstock 1000 FIM Cup con la Yamaha YZF-R1 del team MGM Racing Performance. Nella classifica mondiale piloti è quindicesimo con 26 punti, ottiene un ottavo posto al gran premio di Francia a Magny Cours come miglior risultato stagionale in gara.
In seguito si è dedicato alle competizioni nazionali tedesche dedicate alle Superbike, essendo anche scelto quale rappresentante dei piloti nei rapporti con la commissione regolamentare.

## Risultati nel motomondiale
| 2002 | Classe | Moto  |  |  |  |  |  |  |  |  |    |    |  |    |     |    |    |    |  | Punti | Pos. |
| ---- | ------ | ----- |  |  |  |  |  |  |  |  | -- | -- |  | -- | --- | -- | -- | -- |  | ----- | ---- |
| 2002 | 125    | Honda |  |  |  |  |  |  |  |  | 28 | 29 |  | 26 | Rit | 24 | 24 | 27 |  | 0     |      |

| 2003 | Classe | Moto  |  |  |  |  |  |  |  |  |    |  |  |  |  |  |  |     |  | Punti | Pos. |
| ---- | ------ | ----- |  |  |  |  |  |  |  |  | -- |  |  |  |  |  |  | --- |  | ----- | ---- |
| 2003 | 125    | Honda |  |  |  |  |  |  |  |  | 19 |  |  |  |  |  |  | Rit |  | 0     |      |

| 2004 | Classe | Moto  |    |    |    |    |    |     |  |  |  |    |    |     |    |    |    |     |  | Punti | Pos. |
| ---- | ------ | ----- | -- | -- | -- | -- | -- | --- |  |  |  | -- | -- | --- | -- | -- | -- | --- |  | ----- | ---- |
| 2004 | 125    | Honda | 19 | 15 | 19 | 14 | 16 | Rit |  |  |  | 20 | 14 | Rit | 19 | 13 | 22 | Rit |  | 8     | 26º  |

| 2005 | Classe | Moto    |     |    |     |    |    |    |    |    |     |    |     |     |    |    |    |    |     | Punti | Pos. |
| ---- | ------ | ------- | --- | -- | --- | -- | -- | -- | -- | -- | --- | -- | --- | --- | -- | -- | -- | -- | --- | ----- | ---- |
| 2005 | 125    | Aprilia | Rit | 29 | Rit | 13 | 18 | 17 | 23 | NE | Rit | 18 | Rit | Rit | 23 | 21 | 26 | 15 | Rit | 4     | 32º  |

| Legenda | 1º posto        | 2º posto            | 3º posto            | A punti      | Senza punti        | Grassetto – Pole position Corsivo – Giro più veloce |
| Legenda | Gara non valida | Non qual./Non part. | Ritirato/Non class. | Squalificato | '-' Dato non disp. | Grassetto – Pole position Corsivo – Giro più veloce |